# Кондурару Володимир Трифонович
Володимир Трифонович Кондурарь (22 серпня 1911, Нові Миндрешти, Бессарабська губернія — травень 1990, Дніпропетровськ, Українська РСР) — радянський і український астроном молдавського походження, доктор фізико-математичних наук (1964), професор (1965).

## Біографія
Народився 22 серпня 1911 року в селі Нові Миндрешти Бессарабської губернії. Батько — молдаванин, мати — полька. Родина переїхала до Катеринослава, де батько служив кур'єром при управлінні Катерининської залізниці.
У 1924 В. Кондурарь закінчив профшколу, в 1927 — семирічку і в 1933 році — Фізико-хіміко-математичний інститут, після чого перейшов на п'ятий курс Московського університету. У 1934 закінчив механіко-математичний факультет Московського університету. В МДУ навчався в аспірантурі і в 1937 там же захистив дисертацію на вчений ступінь кандидата фізико-математичних наук. Коротко працював асистентом (до грудня 1937).
З березня 1938 по лютий 1940 — доцент на кафедрі теорії функцій в Дніпропетровському державному університеті, а після війни — у Дніпропетровському інституті інженерів залізничного транспорту, в Новочеркаському індустріальному інституті і в Іванівському Енергетичному інституті.
Учасник Великої Вітчизняної війни. У лютому 1940 року Кондурарь покликаний в ряди Радянської Армії, де перебував у чині сержанта по жовтень 1941. Потрапив під окупацію. Повернувся в Дніпропетровськ та в роки окупації з листопада 1941 працював доцентом кафедри вищої математики Дніпропетровського українського університету. Жив у передмісті Дніпропетровська — в селищі Ігрень.
З вересня 1943 року — на фронті, демобілізований у 1945 році.
З 1946 р по 1970 р. В. Т. Кондурарь працював на кафедрі вищої математики Іванівського Енергетичного Університету (ІЕІ). Будучи його співробітником, він підготував і в 1964 році захистив докторську дисертацію з проблеми поступально-обертального руху небесних тіл. У 1965 р затверджений у званні професора.
З 1963 р по 1970 р. В. Т. Кондурарь, ставши доктором фізико-математичних наук, працював завідувачем кафедрою вищої математики. Проводив великі наукові дослідження, керував науковою роботою аспірантури. Ним було написано 30 серйозних наукових робіт, багато з яких представляють собою значний внесок у розвиток теорії потенціалу і супутникових проблем небесної механіки.
Займався проблемою руху двох еліпсоїдів під дією взаємного притягання, поступально-обертальним рухом сфероїдів і штучних супутників під дією тяжіння, впливом фігури Місяця на її рух, обмеженою узагальненою задачею трьох тіл.
Пізніше В. Т. Кондурарь працював завідувачем кафедри вищої математики Дніпропетровського інженерно-будівельного інституту (нині Придніпровська академія будівництва та архітектури).
Помер у травні 1990 року в Дніпропетровську.

## Нагороди
- Нагороджений орденами Слави II-ї[2][3] та III-ї[4] ступенів.